# 郡上市立白鳥中学校
郡上市立白鳥中学校 （ぐじょうしりつ しろとりちゅうがっこう）は、岐阜県郡上市にある公立中学校。

## 概要
- 校区は旧・郡上郡、白鳥町であり、白鳥小学校、牛道小学校、那留小学校、大中小学校、北濃小学校、石徹白小学校の児童が進学する[1]。

## 沿革
白鳥中学校は1964年に白鳥中学校と北濃中学校を統合し、新設された中学校である。ここでは1963年以前の白鳥中学校を白鳥中学校〈旧〉として記述する。
- 1947年（昭和22年）
  - 4月1日 - 白鳥町立白鳥中学校〈旧〉として開校。白鳥小学校の校舎の一部を仮校舎とする。
  - 5月3日 - 開校式。
- 1950年（昭和25年） - 旧・岐阜県種畜場跡地に新築移転。
- 1956年（昭和31年）4月1日 - 白鳥町、牛道村、北濃村と合併し、白鳥町が発足。
- 1960年（昭和35年）4月1日 - 北濃中学校校下の向小駄良地区と牛道中学校校下の那留地区の生徒が白鳥中学校〈旧〉に転入する[注釈 1]。
- 1961年（昭和36年）2月10日 - 町議会で白鳥中学校〈旧〉・北濃中学校・牛道中学校の統合が議決される。
- 1962年（昭和37年）6月3日 - 失火により、工作室以外の校舎、講堂が全焼。焼け残った工作室、旧・白鳥町立郡上北高等学校校舎（白鳥小学校敷地内）、大中小学校、牛道第二小学校での分散授業となる。この火災により統合計画が見直され、統合校舎の建設を前倒し、統合校舎に白鳥中学校〈旧〉の生徒を収容することになる。
- 1963年（昭和38年） - 現在地に統合校舎が新築され、白鳥中学校〈旧〉の生徒を収容する。
- 1964年（昭和39年）4月1日 - 白鳥中学校〈旧〉と北濃中学校を統合し、新たに白鳥町立白鳥中学校として開校する。
- 1965年（昭和40年）4月1日 - 牛道中学校を統合。校舎を増築。体育館が完成。
- 1980年（昭和55年）4月1日 - 石徹白中学校を統合。
- 2004年（平成16年）3月1日 - 八幡町、大和町、白鳥町、高鷲村、美並村、和良村、明宝村が合併し、郡上市が発足。同時に郡上市立白鳥中学校に改称する。
- 2010年（平成22年） - 岐阜県立郡上北高等学校との連携型中高一貫教育を開始。
- 2012年（平成24年） - 現在の校舎（木造（一部鉄筋コンクリート造）2階建）、体育館が完成。校舎の住所が現在の住所となる。